# Сосницький Юрій Олександрович
Сосницький Юрій Олександрович (19 березня 1990, м. Харків) — художник-графік, ілюстратор, мистецтвознавець, доцент, кандидат мистецтвознавства, член Національної спілки художників України.

## Біографія
Народився в м. Харків 19 березня 1990 року.
З 1994 року відвідував художній гурток. Керівник Лой Т.А.
З 1996 по 2006 року навчався в харківській загальноосвітній школі №126.
У 2005 році став стипендіатом Харківської облдержадміністрації «Обдарована молодь Харківщини».
У 2013 році отримав кваліфікацію магістра архітектури.(Науковий керівник С.О. Шубович). Під час навчання бере участь у Всеукраїнських та обласних  виставках від Харківської організації Національної спілки художників України.
У 2009 році був прийнятий до молодіжного об’єднання Національної спілки художників України. Художній керівник Бабенко І.О.
У 2013 став членом Національної спілки художників України.
У 2013 році вступив до аспірантури Харківської національної академії дизайну та мистецтв (спеціалізація «Дизайн»).
У 2013 провів дві персональні виставки у м. Харків.
У 2012-2013 роках взяв участь у створенні міських муралів на будівлях під патронатом харківського муніципалітету.
У 2015 року знайомиться з Ж.Г.Соловйовою. Починає займатися художньою керамікою.
У 2019 році захистив кандидатську дисертацію у Львівській політехніці, на ступінь кандидата мистецтвознавства. Тема : "Особливості організації дизайн-об’єктів інформаційно-комунікативного середовища сучасного міста (на прикладі м. Харків)".  
У 2020 році став експертом з акредитаціЇ освітніх програм Національного агентства із забезпечення якості вищої освіти.
У січні 2023 році отримав вчене звання доцента.
У 2023 розробив дизайн поштової картки для Укрпошти.

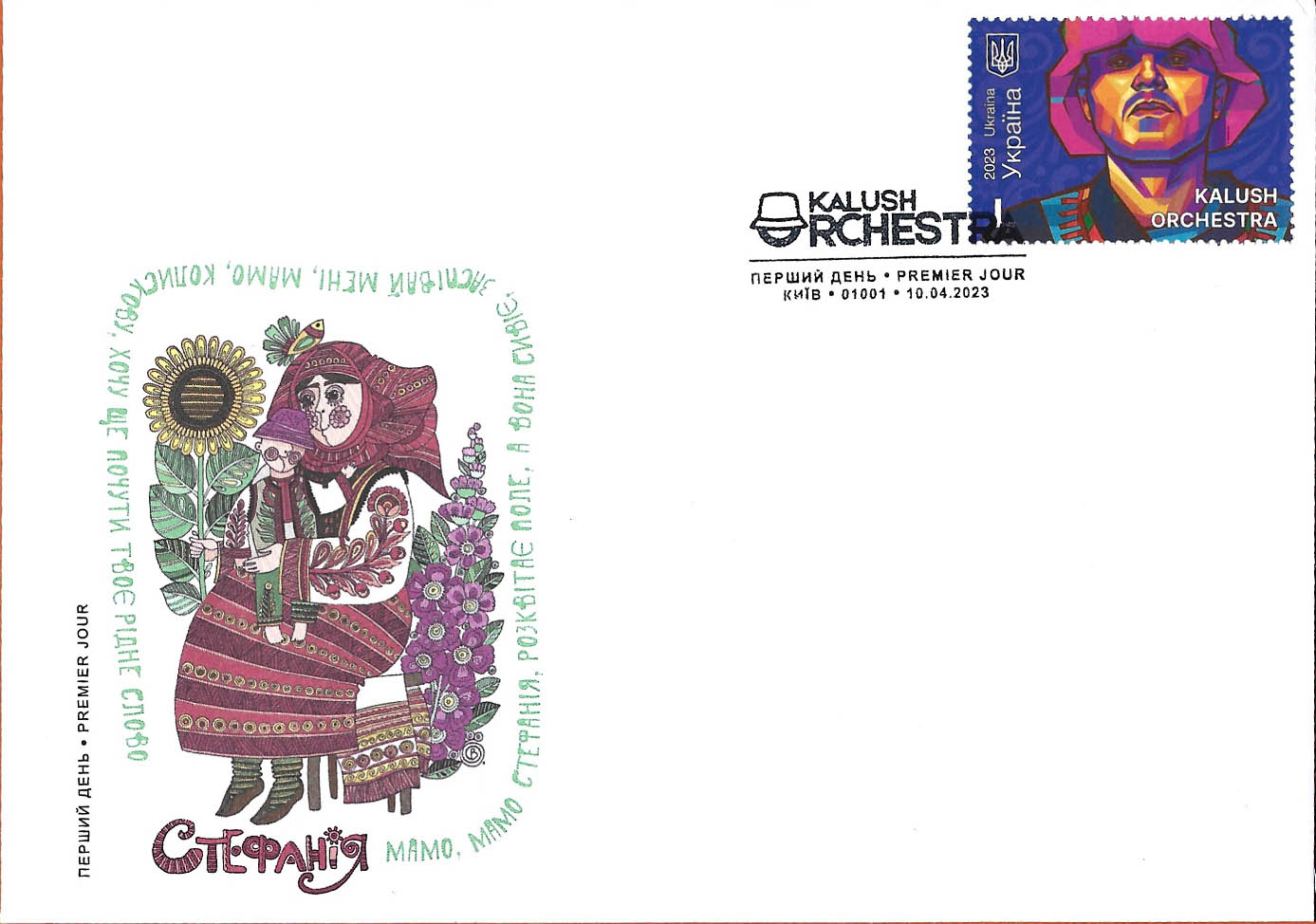
Конверт першого дня "KALUSH Orchestra". Дизайн Юрія Сосницького

### Трудова діяльність
З 2011-2013 – викладач художніх дисциплін Харківської школи мистецтв №6;
З 2015-2017- викладач художніх дисциплін у ДВНЗ ХКТД; 
З 2017 року асистент кафедри дизайну та образотворчого мистецтва ХНУМГ ім. О.М.Бекетова;
З 2020 року  старший викладач кафедри Дизайну та образотворчого мистецтва ХНУМГ ім. О.М. Бекетова.  
З 2021 року доцент кафедри Образотворчого мистецтва та дизайну ХНУМГ ім. О.М. Бекетова.

## Колективні виставки
| №  | Рік  | Назва виставки                                                                             | Назва роботи                                        | Техніка                    | Розмір                  | Рік створення |
| 1  | 2009 | Обласна художня виставка графіки м.Харків                                                  | «Гурзуф»                                            | Папір, туш, перо           | 20*30 см                | 2008          |
| 2  | 2009 | Всеукраїнська художня виставка присвячена 200-річчю М.В.Гоголя                             | «Нос», ілюстрації до твору                          | Мішана техніка, папір      | 30*40 см                | 2007          |
| 3  | 2009 | Всеукраїнська художня виставка присвячена Дню художника, м.Харків                          | «Етюд. Гурзуф»                                      | Акварель, папір            | 20*30 см                | 2009          |
| 4  | 2009 | Всеукраїнська художня виставка «Різдвяна», м.Харків                                        | «Бегемот»                                           | Туш, перо                  | 40*60 см                | 2009          |
| 5  | 2009 | Всеукраїнська художня виставка «Різдвяна», м.Харків                                        | «Дерево»                                            | Туш, перо                  | 70*50 см                | 2009          |
| 6  | 2009 | Всеукраїнська художня виставка «Різдвяна», м.Київ                                          | «Харківський провулок»                              | Пастель, папір             | 30*40 см                | 2009          |
| 7  | 2009 | Всеукраїнська художня виставка присвячена 165-річчю з дня народження І.Ю. Репіна, м.Харків | «Бурсацький узвіз»                                  | Акварель, папір            | 38*52 см                | 2008          |
| 8  | 2010 | Всеукраїнська виставка книжкової графіки, м.Київ                                           | Ілюстрації до твору «Дюймовочка»                    | Комп’ютерна графіка, папір | 40*50 см                | 2009          |
| 9  | 2010 | Всеукраїнська художня виставка присвячена 65-річчю з Дня Перемоги (9 травня) м.Київ        | «Жах»                                               | Пастель, папір             | 55*42 см                | 2009          |
| 10 | 2010 | Всеукраїнська художня виставка присвячена 65-річчю з Дня Перемоги (9 травня) м.Харків      | «Утопія часу»                                       | Мішана техніка, папір      | 40*50 см                | 2010          |
| 11 | 2010 | Всеукраїнська виставка-конкурс ім. Георгія Якутовича, м. Київ                              | Ілюстрації до авторської книги «Куди зникли зірки?» | Комп’ютерна графіка, папір | 40*50 см                | 2010          |
| 12 | 2010 | Всеукраїнська виставка книжкової графіки, м. Київ                                          | Ілюстрації до авторської книги «Куди зникли зірки?» | Комп’ютерна графіка, папір | 40*50 см                | 2010          |
| 13 | 2010 | Всеукраїнська художня виставка присвячена Дню художника, м.Харків                          | «Ілюзія»                                            | Туш, перо, акварель        | 50*60 см                | 2010          |
| 14 | 2010 | Всеукраїнська художня виставка «Різдвяна», м.Харків                                        | «Ілюзія вічності»                                   | Акварель, папір            | 40*50 см                | 2010          |
| 15 | 2010 | Всеукраїнська художня виставка «Різдвяна», м.Харків                                        | «Швидкоплинність часу»                              | Папір, пастель             | 40*50 см                | 2010          |
| 16 | 2011 | Виставка станкової графіки, м.Харків                                                       | «На вулиці Сумській. Харків»                        | Акварель, папір            | 40*50 см                | 2010          |
| 17 | 2011 | Всеукраїнська художня виставка «Мальовнича Україна», м.Київ                                | «Бузок»                                             | Пастель, акварель, папір   | 70*50 см                | 2011          |
| 18 | 2011 | Всеукраїнська художня виставка присвячена 20-річчю Незалежності України, м.Харків          | «Дерево весни. Композиція 1»                        | Олівець, папір             | 70*50 см                | 2011          |
| 19 | 2011 | Всеукраїнська художня виставка присвячена Дню художника, м.Київ                            | «Портал №1»                                         | Папір, мішана техніка      | 50*40 см                | 2011          |
| 20 | 2011 | Всеукраїнська художня виставка присвячена 20-річчю Незалежності України, м.Київ            | «Дерево весни. Композиція 2»                        | Олівець, папір             | 70*50 см                | 2011          |
| 21 | 2011 | Всеукраїнська художня виставка «Різдвяна», м.Харків                                        | «Портал №2»                                         | Папір, мішана техніка      | 50*50 см                | 2010          |
| 22 | 2012 | Трієнале «Графіка -2012» м.Київ                                                            | «Апокаліптичний портал»                             | Папір, туш, перо           | 100*80 см               | 2011          |
| 23 | 2012 | Художня виставка «Україні і спорт», м Харків                                               | «Синагога»                                          | Папір, пастель             | 50*40 см                | 2011          |
| 24 | 2012 | Всеукраїнська художня виставка присвячена Дню художника, м.Київ                            | «Гора червоної риби»                                | Папір, пастель             | 55*48 см                | 2010          |
| 25 | 2012 | Всеукраїнська художня виставка присвячена Дню художника, м.Харків                          | «Соняшники»                                         | Папір, пастель             | 70*90                   | 2012          |
| 26 | 2012 | Всеукраїнська художня виставка «Різдвяна», м.Харків                                        | «Апокаліптична перта»                               | Папір, туш                 | 66*61                   | 2011          |
| 27 | 2012 | Всеукраїнська художня виставка «Різдвяна», м.Київ                                          | «Гранатове дерево»                                  | Папір, туш                 | 106*36,5                | 2012          |
| 28 | 2013 | Всеукраїнська художня виставка станкової графіки, м. Харків                                | Ілюстрації до авторської книги «Чарівний глечик»    | Папір, кольорові олівці    | 40*50 см                | 2012          |
| 29 | 2013 | Всеукраїнська виставка «Ноїв ковчег», м.Київ                                               | «Матусине сновидіння»                               | Туш, папір                 | 60*40                   | 2012          |
| 30 | 2013 | Всеукраїнська художня виставка «Мальовнича Україна», м.Харків                              | Ілюстрації до авторської книги «Чарівний глечик»    | Папір, кольорові олівці    | 40*50 см                | 2012          |
| 31 | 2013 | Всеукраїнська художня виставка присвячена Дню художника, м.Київ                            | «Розовий верблюд»                                   | Кераміка, глазур           | 30*42*35 см             | 2013          |
| 32 | 2013 | Всеукраїнська художня виставка присвячена 75-річчю ХОНСХУ                                  | «Птахова чаша»                                      | Кераміка, глазур           | 42*24*23 см             | 2012          |
| 33 | 2013 | Всеукраїнська художня виставка «Різдвяна», м.Харків                                        | «Калина»                                            | Папір, пастель             | 80*60                   | 2013          |
| 34 | 2014 | Всеукраїнська художня виставка присвячена 170-річчю з дня народження І.Ю. Репіна, м.Харків | «Зимовий ліс»                                       | Пастель, папір             | 90*70                   | 2014          |
| 35 | 2014 | Всеукраїнська художня виставка присвячена Дню Незалежності України, м.Київ                 | «Земляна жирафа»                                    | Кераміка, глазур           | 42*28*31 см             | 2014          |
| 36 | 2014 | Всеукраїнська художня виставка «Різдвяна», м.Харків                                        | «Осінній мотив»                                     | Папір, пастель             | 70*30                   | 2014          |
| 37 | 2015 | Всеукраїнська анімалістична художня виставка «Світ тварин», м.Харків                       | «Океанічний сосуд»                                  | Кераміка, глазур           | 20*25*15 см             | 2014          |
| 38 | 2015 | Всеукраїнська художня виставка «Різдвяна»,м.Київ                                           | «Фастів мого дитинства»                             | Папір, пастель             | 70*100                  | 2014          |
| 39 | 2015 | Всеукраїнська художня виставка «Різдвяна»,м.Харків                                         | «Пасовище»                                          | Папір, пастель             | 70*100                  | 2014          |
| 40 | 2016 | Всеукраїнська виставка графіки                                                             | «Храм Жон Мироносиць»                               | Папір, пастель             | 70*100                  | 2014          |
| 41 | 2016 | Всеукраїнська художня виставка присвячена 25-річчю Незалежності України, м.Харків          | «Баночки»                                           | Папір, пастель             | Диптих, 30*40           | 2015          |
| 42 | 2016 | Всеукраїнська художня виставка присвячена 25-річчю Незалежності України, м.Харків          | «Старий причал»                                     | Папір, пастель, акварель   | 80*60                   | 2015          |
| 43 | 2016 | Всеукраїнська художня виставка присвячена Дню художника, м.Київ                            | «Зимовий ранок»                                     | Папір, пастель             | 90*40 см                | 2016          |
| 44 | 2016 | Всеукраїнська художня виставка присвячена Дню художника, м.Харків                          | «Anonimous»                                         | Кераміка, емаль, випал     | 51*32*26 см             | 2016          |
| 45 | 2016 | Всеукраїнська художня виставка «Різдвяна»,м.Харків                                         | «Різдвяна чаша»                                     | Кераміка, емаль, випал     | 25*36*47 см             | 2016          |
| 46 | 2017 | Всеукраїнська художня виставка «Чарівна та вічна», м.Харків                                | «Портрет Наталі»                                    | Папір, пастель             | 60 * 60 см              | 2015          |
| 47 | 2017 | Всеукраїнська художня виставка нефігуративного мистецтва «Абстракції»                      | «Ранкова спека»                                     | Мішана техніка, папір      | 52*52 см                | 2016          |
| 48 | 2017 | Всеукраїнська художня виставка «Різдвяна»,м.Харків                                         | «Зимовий вечір»                                     | Папір, пастель             | 100*70                  | 2017          |
| 49 | 2018 | Всеукраїнська художня виставка «Чарівна та вічна», м.Харків                                | «Рожева родина»                                     | Кераміка, емалі            | 28*25*20 см 26*27*18 см | 2017          |
| 50 | 2018 | Всеукраїнська анімалістична художня виставка                                               | «Рожева свинка»                                     | Глина,емалі                | 25*36*28 см             | 2018          |
| 51 | 2018 | Всеукраїнська художня виставка присвячена 80-річчю ХОНСХУ                                  | «Червоний Будафая»                                  | Глина, глазурі             | 30*30*26 см             | 2018          |
| 52 | 2018 | Всеукраїнська художня виставка присвячена 80-річчю ХОНСХУ                                  | «Щеня»                                              | Глина,глазурі              | 30*30 *15 см            | 2018          |
| 53 | 2018 | Всеукраїнська художня виставка присвячена 80-річчю ХОНСХУ                                  | «Бегемот»                                           | Глина,глазурі              | 23*20*22 см             | 2018          |
| 54 | 2019 | Всеукраїнська художня виставка «Мальовнича Україна», м.Харків                              | «Хтіос»                                             | Глина, глазурі             | 40*38 см                | 2019          |
| 55 | 2019 | Всеукраїнська художня виставка «Графіка у Харкові 2019»                                    | «Ілюстрація до авторської книги «Гномомандри»»      | Папір, пастель             | 30*40 см                | 2019          |
| 56 | 2019 | Всеукраїнська художня виставка «Різдвяна»,м.Харків                                         | «Червона риба»                                      | Кераміка, глазур           | 30*40*20 см             | 2014          |
| 57 | 2019 | Всеукраїнська художня виставка «Різдвяна»,м.Київ                                           | «Зелена риба»                                       | Кераміка, глазур           | 45*36*25 см             | 2019          |
| 58 | 2020 | Всеукраїнська художня виставка «Чарівна та вічна», м.Харків                                | «Сором’язлива Венера»                               | Кераміка, глазур           | 25*20*26 см             | 2020          |
| 59 | 2020 | Всеукраїнська художня виставка «Графіка у Харкові 2020»                                    | «У селі Мохнач»                                     | Папір, пастель             | 100*80 см               | 2016          |

## Персональні виставки
- червень 2013 - персональна виставка "Важливість миті". будинок Нюрнберга, м. Харьков
- липень 2013 - персональна виставка "Своя UTOPIA". WORKSHOP ART CENTR, м. Харків [13][1][14][15]

## Наукові публікації
- Сосницкий Ю. А.  Основные позиции теории современного экологического дизайна / Ю. А. Сосницкий // Вісник Харківської державної академії дизайну і мистецтв. Мистецтвознавство. Архітектура. - 2014. - № 3. - С. 24-27.[16]
- Сосницкий Ю. А.  Основные принципы теории современного экологического дизайна / Ю. А. Сосницкий //Вестник Санкт-Петербургского государственного университета технологии и дизайна. Серия 2. Искусствоведение. Филологические науки. - 2014. - № 1. - С. 45-49.
- Сосницький Ю. О. Апробація екологічного чинника в дизайн-об'єктах міського середовища (на прикладі курсових і дипломних роботах студентів Харківської державної академії дизайну і мистецтв) / Ю. Сосницький // Вісник Львівської національної академії мистецтв. - 2016. - Вип. 28. - С. 322-330.[17]
- Сосницький Ю. О., Кравець В.Й. Визначення екологічних принципів організації об’єктів предметно-просторового середовища / Ю. О. Сосницький // Традиції та новації у вищій архітектурно-художній освіті. Збірка наукових праць. – Харків, 2016. - № 1. - С. 98-104.
- Сосницький Ю. О. Сучасні проблеми в організації предметно – просторового середовища на прикладі реорганізованих просторів Харкова / Ю. О. Сосницький //  Актуальні проблеми історії, теорії та практики художньої культури:[зб. наук. праць; вип. XXXV]. – К. : Міленіум, 2015. – 278 с.
- Сосницкий Ю. А.  Проектные средства, применяемые при решении задач организации экопространства в г. Харьков (Украина)/ Ю. А. Сосницкий // Учреждение образования «Витебский государственный университет имени П.М. Машерова».  Искусство и культура. - 2016. - № 3 – Витебск (Белоруссия): УО "ВГУ им. П. М. Машерова", 2016 -. - ISSN 2222-8853.
- Сосницький Ю. О. Виявлення принципів організації об’єктів реклами в предметно-просторовому середовищі міст/ Ю. О. Сосницький // Народознавчі зошити. Збірка наукових праць. – м. Львів, 2017. - № 6. - С. 53-60.[18]
- Сосницький Ю. О. Інноваційні принципи та прийоми організації об’єктів реклами площі Конституції/ Ю. О. Сосницький // Традиції та новації у вищій архітектурно-художній освіті. Збірка наукових праць. – Харків, 2017. - № 1. - С. 98-104.
- Сосницкий Ю.А. Экологизация архитектурного пространства / Ю. А. Сосницкий // Культурно-мистецьке середовище: творчість та технології: Зб. Матеріалів Шостої Міжн. Наук.-творчої конф., присвяченої 10-річчю кафедри мистецьких технологій, 8-9 листопада 2014 р. – К.:НАКККіМ, 2012. – 260 с. – С.243-245.
- Сосницкий Ю.А. Экологические принципы предметно - пространственной среды города Харькова / Ю. А. Сосницкий // Мистецька освіта в культурному просторі України ХХІ століття: Зб. матеріалів Міжн. наук.-творч. конф., Київ, Одеса, 28-30 квітня 2015 р. – К. :НАКККіМ, 2015. – 367 с. – С.326-328.
- Сосницкий Ю.А. К вопросу формирования дизайна среды современных рекреационных зон / Ю. А. Сосницкий // Збірник центру наукових публікацій з матеріалами міжнародної науково-практичної конференції: «Мультинаукові дослідження як тренд розвитку сучасної науки»: збірник статей (рівень стандарту, академічний рівень). – К.: Центр наукових публікацій,  2015. – 146 с. – С. 126-131.
- Сосницкий Ю.А. К вопросу изучения современных экологических принципов предметно-пространственной среды / Ю. А. Сосницкий // Сборник публикаций Научно-исследовательского центра «Знание» по материалам VI Международной заочной научно-практической конференции «Весенние научные чтения» 2 Часть: сборник со статьями (уровень стандарт, академический уровень). – Д.: научно-информационный центр «Знание», 2015. – 136 с. – С.116-119.
- Сосницкий Ю.А. Наружная реклама как элемент коммуникативной среды / Ю. А. Сосницкий // Збірник центру наукових публікацій: «Велес» за матеріалами міжнародної науково-практичної конференції: «Актуальні проблеми розвитку світової науки», м.Київ: збірник статей (рівень стандарту, академічний рівень). – К.: Центр наукових публікацій,  2015. – 168 с. – С. 136-139.
- Сосницкий Ю.А. Анализ территории "ЦПКиО им. М. Горького" в рамках диссертационного исследования экологических принципов формирования объектов предметно-пространственной среды города Харькова / Ю. А. Сосницкий // Сборник публикаций Научно-исследовательскийого центра «Знание» по материалам VI Международной заочной научно-практической конференции «Развитие науки в XXI веке» 2 часть г. Харьков: сборник со статьями (уровень стандарти, академический уровень). – Д.: научно-информационный центр «Знание», 2015. – 124 с. – С.71-74.
- Сосницкий Ю.А. Приемы реорганизации наружной рекламы как элемента «визуального шума» городской среды / Ю. А. Сосницкий // Концепція сучасної мистецько-дизайнерської освіти України в умовах євроінтеграції // Збірник матеріалів Міжнародної науково-методичної конференції професорсько-викладацького складу і молодих учених в рамках VIII Міжнародного форуму «Дизайн-освіта 2015», м.Харків, 15-16 жовтня 2015 року / За загал.ред. Даниленка В.Я. – Харків: ХДАДМ, 2015. – 220 с.
- Сосницький Ю. О. Екокультура як вектор розвитку проектної культури / Ю.О. Сосницький // Сучасні міждисциплінарні дослідження: історія, сьогодення, майбутнє: результати чотирнадцятої міжнародної конференції: збірник наукових праць (4 травня 2016 року) / відп.ред. Приходько М.М., Тонких С.В. – Київ: Видавництво «Аграр Медіа Групп», 2016. – 128 с. – С. 89-93.
- Сосницький Ю.О. Тенденції розвитку екодизайну міста в Україні / Ю. О. Сосницький // Збірник центру наукових публікацій: «Велес» за матеріалами міжнародної науково-практичної конференції: «Актуальні проблеми розвитку світової науки», 1 частина м.Київ: збірник статей (рівень стандарту, академічний рівень). – К.: Центр наукових публікацій,  2016. – 128 с. – С. 100-105.
- Сосницький Ю.О. Специфіка і критерії оцінки об'єктів екодизайну в предметно-просторовому середовищі / Ю. О. Сосницький // Актуальні проблеми сучасної науки: тези доповідей VII Міжнародної науково-практичної конференції (Санкт-Петербург – Астана – Київ – Відень, 28 квітня 2016)
- Сосницький Ю.О. Інноваційні рекламні об’єкти у міському просторі / Ю. О. Сосницький // Актуальні питання сучасної науки. Матеріали V Міжнародної науково-практичної конференції (м. Івано-франковськ, 7-8 липня 2017 року). – Херсон: Видавничий дім «Гельветика»,  2017. – Ч. 1. – 128 с. – С. 23-26.
- Сосницький Ю.О. Виявлення принципів організації об’єктів реклами в предметно-просторовому середовищі міст / Ю. О. Сосницький // Актуальные научные исследования в современном мире. Выпуск 6 (26).  – Переяслав-Хмельницкий,  2017. – Ч. 4. – 136 с. – С. 130-134.[19]
- Сосницький Ю.О. Особливості організації дизайн-об’єктів інформаційно-комунікативного середовища міста Харкова / Ю. О. Сосницький // всеукраїнська науково-практична конференція «Сучасні тенденції розвитку архітектури та містобудування» (17 листопада 2017/ м.Харків).[5]
- Сосницький Ю. О. Огляд зарубіжних концепцій екологічного проектування / Ю. О. Сосницький // Актуальні проблеми історії, теорії та практики художньої культури. - 2016. - Вип. 36. - С. 28-37. - Режим доступу: http://nbuv.gov.ua/UJRN/apitphk_2016_36_6[20]

## Книги для дітей
- 2019 – "Куди зникли зірки?", Сосницький Ю.О., видавництво "Штучка", Україна, ISBN 978-617-7676-19-4[21]
- 2019 – "Бегемотик дома" , Сосницький Ю.О., издательство "Детство - пресс", Россия, ISBN 978-5-907179-21-9[22]

## Ілюстрації та дизайн книг
- 2016 – "Интроверт", Р.Кудрин [23]
- 2016 – "Малиновый понедельник", С.Гололобова [24]
- 2016 - "Протезирующая пластика послеоперационных грыж живота", Зубаир Селимович Мехтиханов [25]
- 2017 – "Совака", А Павлов [26]
- 2017 - "Сказки для всех", Люция Бессонова [27]
- 2017 – "Сердце пополам" Г.Амиров [28]
- 2017 – "Интроверт. Врага уничтожить", Р.Кудрин [29]
- 2017 – "Хоядщие сквозь огонь", Н.Асламов[30]
- 2018 – "Ученик хрониста", Т. Авлошенко [31]
- 2018 – "Глянь на небо", Т. Авлошенко [32]
- 2018 - "Басни", В. Щербаков [33]
- 2018 - "Тайна замка", Люция Бессонова.[34]
- 2018 - "Азбука человеческой психики.Флагман психологии", Е. В. Данилова,Н. М. Данилов.[35]
- 2019 - "Древние искатели правды. Путь к истокам", Олег Радмиров [36]
- 2019 - "Пустые сказки Николаса Кацлера", Денис Захаров [37]